# Лессоло
Лессоло (італ. Lessolo, п'єм. Léssoj) — муніципалітет в Італії, у регіоні П'ємонт,  метрополійне місто Турин.
Лессоло розташоване на відстані близько 550 км на північний захід від Рима, 50 км на північ від Турина.
Населення — 1965 осіб (2014).
Щорічний фестиваль відбувається 23 квітня. Покровитель — святий Юрій.

## Демографія
Населення за роками:

Станом на 1 січня 2023 року в муніципалітеті офіційно проживало 68 іноземців з 18 країн, серед них 44 громадяни країн Євросоюзу.

## Сусідні муніципалітети
- Аліче-Суперіоре
- Боргофранко-д'Івреа
- Броссо
- Фйорано-Канавезе
- Монтальто-Дора
- Віко-Канавезе